# Alfonso Sánchez García
Pour les articles homonymes, voir Sánchez et García.
Alfonso Sánchez García, né à Ciudad Real le 21 février 1880 et mort le 13 février 1953 à Madrid, est un photographe espagnol.

## Biographie
Fils d'un directeur de théâtre, Alfonso Sánchez García naît à Ciudad Real en 1880.
Son père meurt en 1891, et il doit travailler très jeune avec sa mère, en vendant des livrets d'opéra à la porte du Teatro Real de Madrid. Il entre au studio du photographe Amador Cuesta en 1895.
Il publie son travail photographiques dans les journaux de l'époque, comme La Libertad et El Sol, et dirige la divisioni photographique du Mundo Gráfico. En tant que reporter, il réalise les portraits des personnalités politiques de l'époque, comme Segismundo Moret, José Canalejas, Antonio Maura, Alejandro Lerroux, Eduardo Dato, Álvaro de Figueroa, Juan Vázquez de Mella et Pablo Iglesias.
Lors de l'arrivée au pouvoir des nationalistes, après la guerre d'Espagne, en 1939, il est victime de l'épuration franquiste.

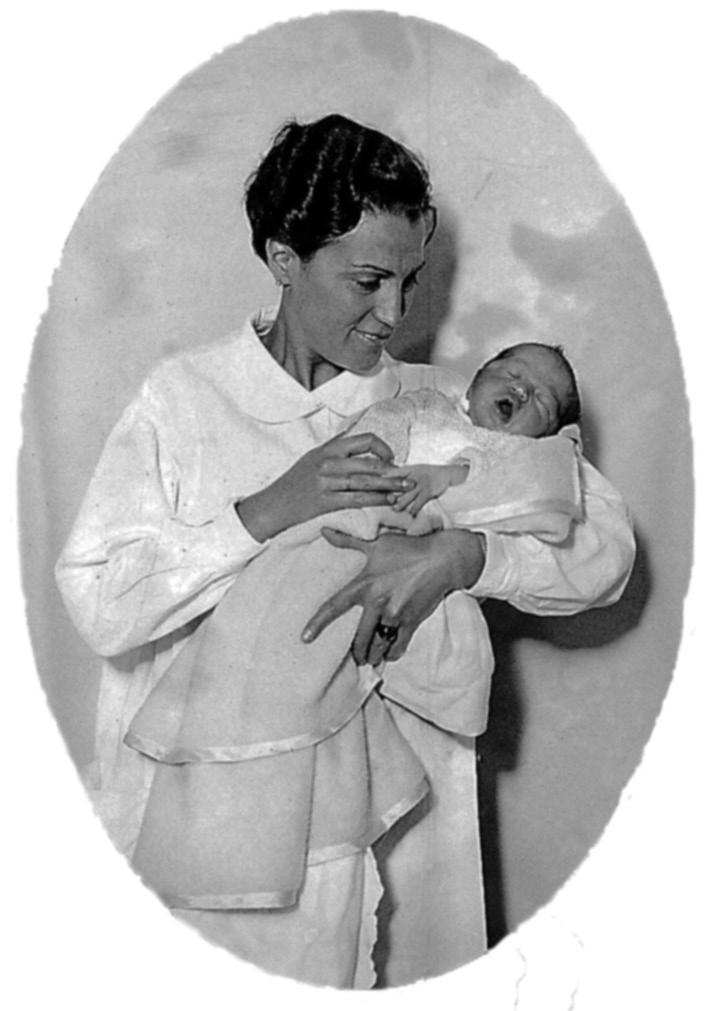
La sage-femme Catalina Mayoral Arroyo et le premier bébé né à la prison pour femmes de Ventas, photographie d'Alfonso Sánchez García pour le magazine Mundo Gráfico.